# Dub v Chotěbuzi (Pod Zámkem)
Dub v Chotěbuzi je solitérní památný dub letní (Quercus robur L.), který roste u silnice na ulici Pod Zámkem u zámku Chotěbuz v Chotěbuzi v okrese Karviná. Geograficky se nachází na Těšínsku v Horním Slezsku v Podbeskydské pahorkatině a v Moravskoslezském kraji.

## Historie a popis
Strom je v dobrém zdravotním stavu. Podle údajů z roku 2003:
| Výška stromu:                 | 22 m           |
| Obvod kmene ve výčetní výšce: | 4,57 m         |
| Ochranné pásmo:               | dle zákona     |
| Datum prvního vyhlášení:      | 11. dubna 2003 |

## Další informace
Dub v Chotěbuzi je celoročně volně přístupný. V blízkosti se také nachází stejnojmenný Dub v Chotěbuzi (na ulici Chotěbuzská).

## Galerie

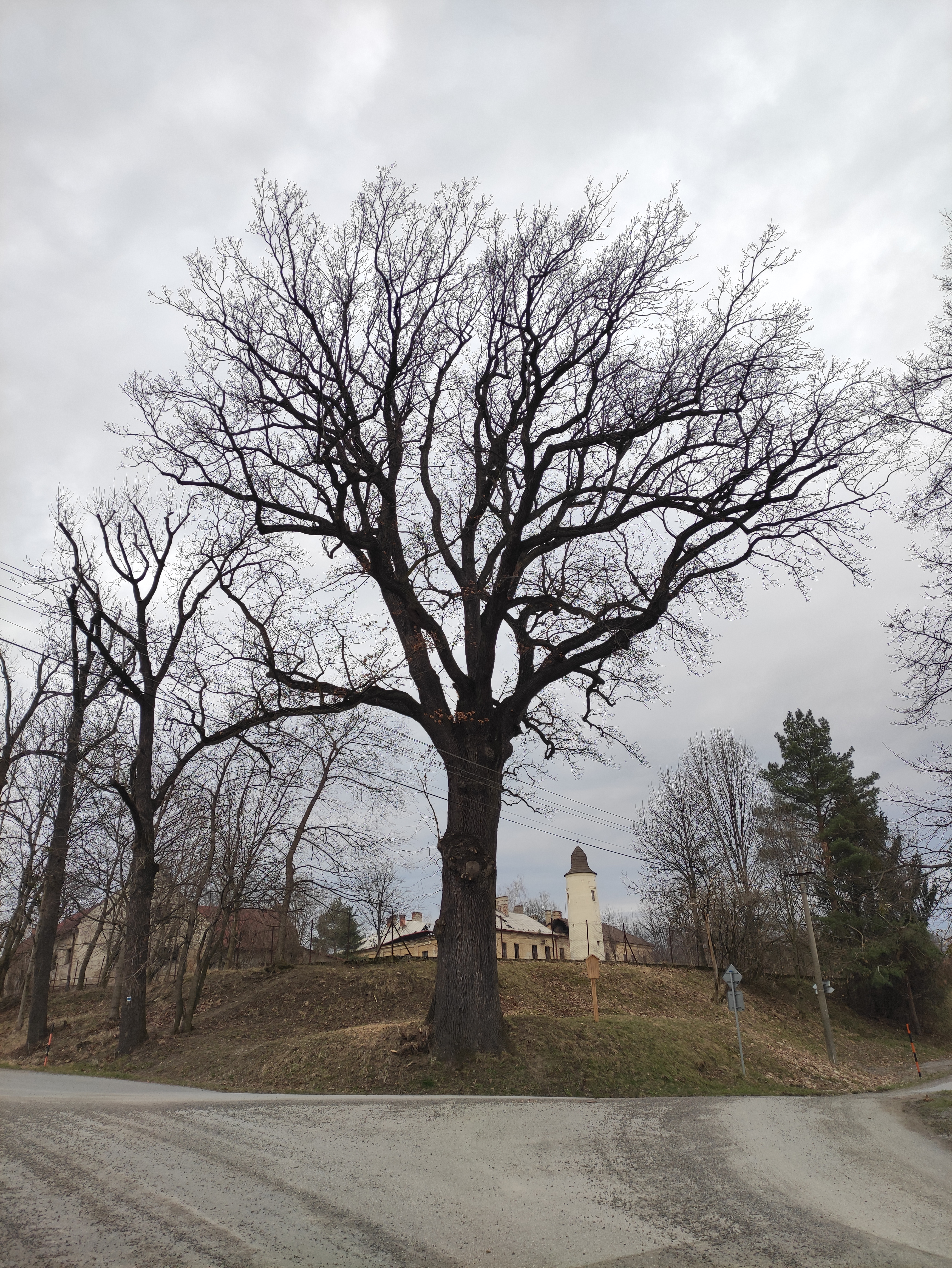
Dub a zámek Chotěbuz (únor 2024)